# Токарев Вадим Олександрович
Токарев Вадим Олександрович (нар. 26 квітня 1983, Москва, РСФСР) — російський та український бізнесмен, засновник гемблінгових компаній Cosmolot, «Вулкан», PokerMatch. Громадянин Росії, Британії та України.
Разом із братами Романом і Рустамом Гільфановими, Токарев володіє онлайн-казино «Вулкан» та «ДжойКазіно». Близьким другом Токарева є бізнесмен Ігор Мазепа.

## Життєпис
2001 року Токарєв із партнерами заснував компанію Globo-Tech, яка стала одним із його найуспішніших проектів. За іншими даними, Токарев не був співзасновником компанії, а купив її частку разом із Рустамом Гільфановим. Спочатку компанія створювала ПЗ для онлайн-казино та слотів. Зокрема, компанія копіювала ігри відомих виробників і продавала їх під виглядом власного продукту. Згодом азартні ігри в Росії було заборонено, тоді компанія зайнялася розвитком власних казино під брендами Вулкан і Vulkan.
2006 року Рустам Гільфанов та Сергій Токарєв створили мережу підпільних онлайн-казино та компанію Lucky Labs із головним офісом у Києві. Токарєв переїхав до України, 2013 року відкрив офіс у Києві і продовжив займатися гральним бізнесом. В Україні він створив онлайн-казино Космолот і сайт PokerMatch. Після початку російської війни проти Україні Токарєв постійно відвідував Москву та окупований росіянами Крим. Після запровадження санкцій, формальним власником Lucky Labs став мешканець Запоріжжя Олександр Кравченко, який у інтерв'ю заявив, що не знає на Токарєва, на Гільфанова.
Бізнес-партнером Рустама Гільфанова є Максим Поляков. 2015 року Токарев і Гільфанов подали до суду, звинувативши Полякова в порушенні домовленостей про розмір переданої їм частки та невиплату дивідендів. Поляков у відповідь звинуватив Гільфанова та Токарева у сепаратизмі та співпраці з російськими окупантами з ЛНР/ДНР.
З 2020 року Токарєв позиціонує себе як IT-підприємця, мецената та інвестора, який підтримує українські стартапи. Токарев заснував інвестиційний фонд Roosh.

## Санкції
2016 року РНБО ввело проти Токарєва персональні санкції на три роки у вигляді блокування активів, кілька разів ці санкції продовжували. За даними СБУ, на вилучених в офісах Токарева комп'ютерах було виявлено докази нелегальних фінансових операцій, спрямованих на спонсорування тероризму, а надприбутки від азартного бізнесу, за даними СБУ, виводилися в офшорні компанії і на рахунки у РФ.

## Родина
- Токарєв Олександр Васильович — батько, член опікунської ради «Міждержавного союзу міст-героїв». Організацію створено 2004 року для «інтеграції» Росії, України, Білорусі та т. зв. Абхазії[16]. Раду очолює Павло Бородін — людина, яка з Чубайсом привела Путіна до влади.

## Майно
З відомого майна: дві квартири в Іжевську, одна квартира в Удмуртській області, прописаний у Московській області. Мав авто Range Rover (А976ВР777), Mazda ТОURI (С082АХ177), Mazda 3 (М791ТТ177), Audi RS6 Avant Performance на урядових номерах (А028МО99, номер розшифровується як адміністрація Москви або області).